# Donna Reed
Donna Reed (Denison (Iowa), 27 de gener de 1921 - Beverly Hills, Los Angeles, Califòrnia, 14 de gener de 1986) fou una actriu estatunidenca de gran popularitat a les dècades de 1950 i 1960 pels seus treballs en el cinema i la televisió.
Va debutar a la pantalla gran el 1941, però no és fins a mitjans de 1945 quan el seu rostre comença a ser reconegut entre crítics i espectadors de cinema. Generalment se la recorda per dos títols que immortalitzen el seu pas pel cel·luloide: Que bonic que és viure (1946) i D'aquí a l'eternitat (1953), amb la qual guanyà l'Oscar a la millor actriu secundària.

## Biografia
Donnabelle Mullenger va néixer en una granja de la localitat de Denison, Iowa, filla de William Richard Mullenger i Hazel Jane Shiva. Ja de jove, Donna va destacar per la seva gran bellesa, guanyant alguns concursos de mis de províncies. Després d'acabar l'institut es va traslladar a Califòrnia per estudiar a la Universitat de Los Angeles, on va ser escollida Reina del Campus. Aquest títol li va valer per anar a una sessió fotogràfica les imatges de la qual van ser repartides per diverses revistes de la ciutat. A més de les seves incursions com a model fotogràfica, Donna va aconseguir debutar al teatre universitari.
Les fotografies van portar a ser contractada per la Metro-Goldwyn-Mayer l'any 1941, aconseguint aparèixer en papers secundaris en pel·lícules com The Get-Away (1941) o The Bugle Sounds (1942). El pas ferm i progressiu en la importància dels seus personatges es va apreciar en títols com Shadow of The Thin Man (1941) de W.S. van Dyke, The Courtship Of Andy Hardy (1942) amb Mickey Rooney, The Human Comedy (1943) de Clarence Brown, See Here, Private Hargrove (1944) de Tay Garnett, They Were Expendable (1945) de John Ford o The Picture of Dorian Gray (1945) d'Albert Lewin.
Durant aquesta etapa d'assentament a Hollywood, Donna es va casar el 1943 amb el maquillador William Tuttle, de qui es va divorciar dos anys després.
L'any 1946 va aconseguir la fama gràcies a la pel·lícula de Frank Capra Que bonic que és viure, un film nadalenc al costat de James Stewart que es va convertir ràpidament en un clàssic. Posteriorment van arribar altres títols com Green Dolphin Street (1947) de Victor Saville, Beyond Glory (1948) de John Farrow i Chicago Deadline (1949) de Lewis Allen.
El 1947 obté un fracàs comercial amb un luxós melodrama on compartia protagonisme amb Lana Turner i Van Heflin titulat Green Dolphin Street, i dos anys més tard obté un altre revés a taquilla amb Chicago Deadline (on interpretava la dona d'Alan Ladd), avui considerada un petit clàssic del suspens. Això no significa que disminueixi la seva popularitat, ja que en els anys següents roda diversos èxits del thriller, el western o el cinema d'aventures que ens permeten apreciar el seu bon fer interpretatiu: El nus del penjat el 1952, al costat de Randolph Scott i Lee Marvin; D'aquí a l'eternitat, Raiders of the Seven Seas amb John Payne i The Caddy (tercera comèdia de Dean Martin i Jerry Lewis com a parella) el 1953; Horitzons blaus (en companyia de Charlton Heston i Fred McMurray) i The Benny Goodman Story el 1955; Més enllà de Mombasa i Backlash (al costat de Richard Widmark) el 1956, etc.
Destaquen d'aquesta època, per sobre de tot, el seu paper de prostituta a D'aquí a l'eternitat (1953) que li valdria l'Oscar a la millor actriu secundària, el drama costumista Saturday's hero (1951), amb John Derek, la fallida però gens menyspreable adaptació de la novel·la de Francis Scott Fitzgerald The Last Time I Saw Paris (1954), on Richard Brooks la dirigia en un repartiment completat per Elizabeth Taylor, Van Johnson i Walter Pidgeon, o l'intel·ligent western dramàtic A tres hores de la veritat (1954) d'Alfred Werker, al coswtat de Dana Andrews.
A partir de 1959, Donna Reed es va centrar en el món de la televisió amb el seu The Donna Reed Show (1959-1966), trobant el mitjà idoni d'encarnar la mestressa de casa mitjana nord-americana, que li valdria la nominació al premi Emmy durant 4 anys consecutius, sense aconseguir-lo. A partir d'aquí, les seves aparicions a la televisió van ser cada vegada més freqüents, fins i tot en els seus últims anys va substituir Barbara Bel Geddes en el paper de Miss Ellie en la cèlebre sèrie Dallas en la temporada 1984-1985. Això, unit a altres factors, va provocar una baixada d'audiència de la sèrie, i quan Bel Geddes va recuperar la salut, Reed va ser acomiadada tot i no haver completat el seu contracte. La seva irada reacció va ser demanar als productors, el que va provocar un sonat escàndol.

## Filmografia

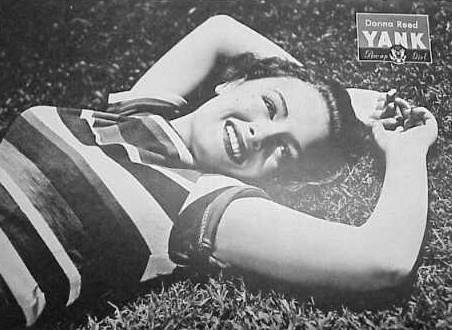
Donna Reed en una portada del Yank Magazine.

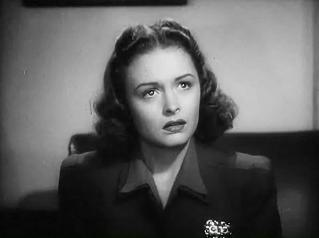
Donna Reed a Shadow of the Thin Man (1941).

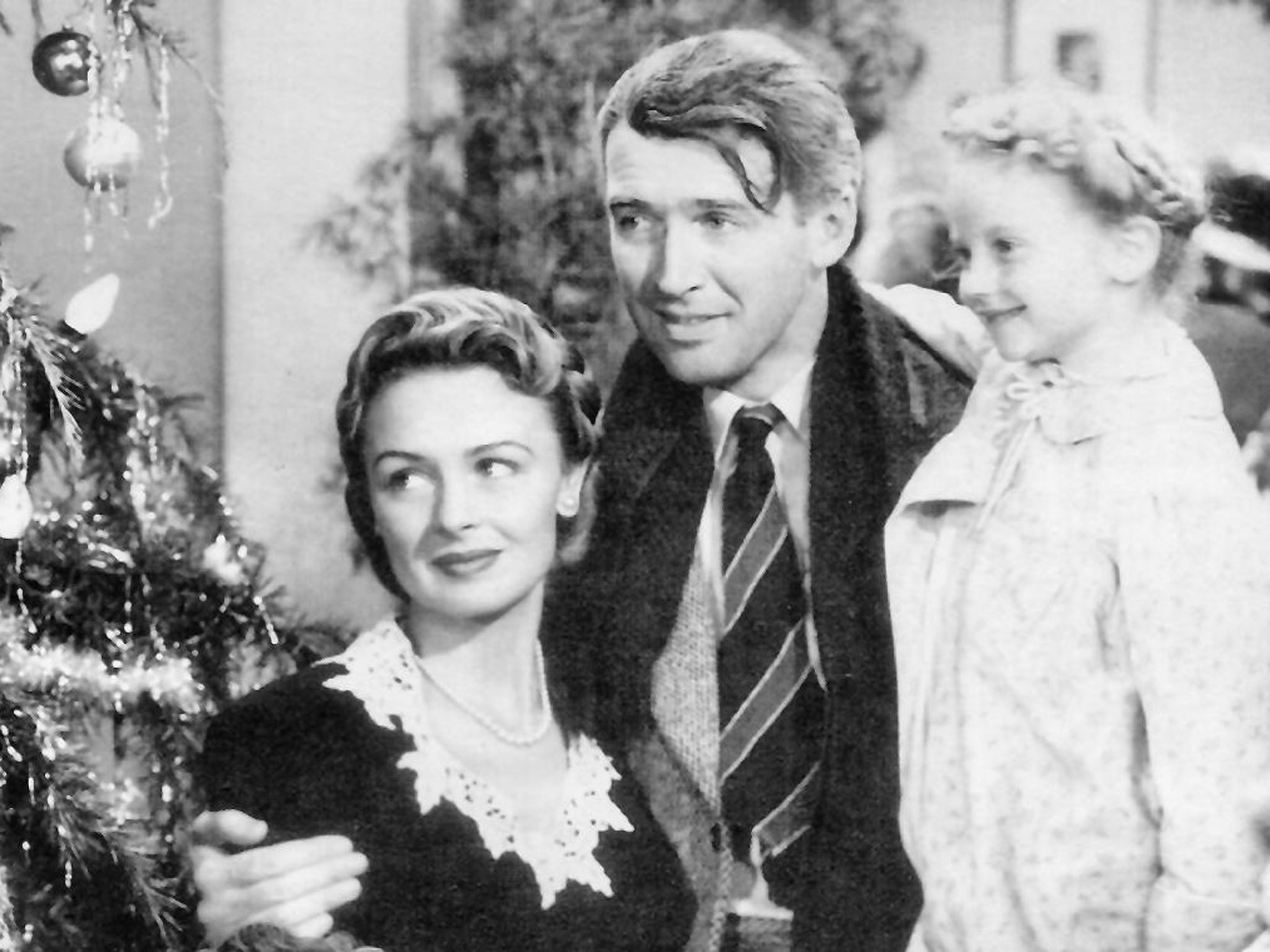
Donna Reed amb Jimmy Stewart i Karolyn Grimes a Que bonic que és viure (1946).

| Cinema    | Cinema                                                           | Cinema                                       | Cinema                                                |
| Any       | Títol                                                            | Paper                                        | Notes                                                 |
| --------- | ---------------------------------------------------------------- | -------------------------------------------- | ----------------------------------------------------- |
| 1941      | The Get-Away                                                     | Maria Theresa 'Terry' O'Reilly               | Títol alternatiu: The Getaway                         |
| 1941      | Shadow of the Thin Man                                           | Molly                                        |                                                       |
| 1941      | Babes on Broadway                                                | Jonesy's Secretary                           | No acreditada                                         |
| 1942      | Personalities                                                    |                                              | No acreditada                                         |
| 1942      | The Bugle Sounds                                                 | Sally Hanson                                 |                                                       |
| 1942      | The Courtship of Andy Hardy                                      | Melodie Eunice Nesbit                        |                                                       |
| 1942      | Mokey                                                            | Anthea Delano                                |                                                       |
| 1942      | Calling Dr. Gillespie                                            | Marcia Bradburn                              |                                                       |
| 1942      | Apache Trail                                                     | Rosalia Martinez                             |                                                       |
| 1942      | Eyes in the Night                                                | Barbara Lawry                                |                                                       |
| 1943      | The Human Comedy                                                 | Bess Macauley                                |                                                       |
| 1943      | Dr. Gillespie's Criminal Case                                    | Marcia Bradburn                              | Títol alternatiu: Crazy to Kill                       |
| 1943      | The Man from Down Under                                          | Mary Wilson                                  |                                                       |
| 1943      | Thousands Cheer                                                  | Customer in Red Skelton Skit                 |                                                       |
| 1944      | See Here, Private Hargrove                                       | Carol Holliday                               |                                                       |
| 1944      | Gentle Annie                                                     | Mary Lingen                                  |                                                       |
| 1945      | The Picture of Dorian Gray                                       | Gladys Hallward                              |                                                       |
| 1945      | They Were Expendable                                             | Tinent Sandy Davyss                          |                                                       |
| 1946      | Faithful in My Fashion                                           | Jean Kendrick                                |                                                       |
| 1946      | Que bonic que és viure (It's a Wonderful Life)                   | Mary Hatch Bailey                            | Títol alternatiu: Frank Capra's It's a Wonderful Life |
| 1947      | Green Dolphin Street                                             | Marguerite Patourel                          |                                                       |
| 1948      | Beyond Glory                                                     | Ann Daniels                                  |                                                       |
| 1949      | Chicago Deadline                                                 | Rosita Jean D'Ur                             |                                                       |
| 1951      | Saturday's Hero                                                  | Melissa                                      | Títol alternatiu: Idols in the Dust                   |
| 1952      | Scandal Sheet                                                    | Julie Allison                                | Títol alternatiu: The Dark Page                       |
| 1952      | El nus del penjat (Hangman's Knot)                               | Molly Hull                                   |                                                       |
| 1953      | Trouble Along the Way                                            | Alice Singleton                              | Títol alternatiu: Alma Mater                          |
| 1953      | Raiders of the Seven Seas                                        | Alida                                        |                                                       |
| 1953      | D'aquí a l'eternitat (From Here to Eternity)                     | Alma "Lorene" Burke                          | Guanyadora: Oscar a la millor actriu secundària       |
| 1953      | The Caddy                                                        | Kathy Taylor                                 |                                                       |
| 1953      | Febre de venjança (Gun Fury)                                     | Jennifer Ballard                             |                                                       |
| 1954      | They Rode West                                                   | Laurie MacKaye                               |                                                       |
| 1954      | A tres hores de la veritat (Three Hours to Kill)                 | Laurie Mastin                                |                                                       |
| 1954      | L'última vegada que vaig veure París (The Last Time I Saw Paris) | Marion Ellswirth/Matine                      |                                                       |
| 1955      | Horitzons blaus (Far Horizons)                                   | Sacajawea                                    | Títol alternatiu: The Untamed West                    |
| 1955      | The Benny Goodman Story                                          | Alice Hammond                                |                                                       |
| 1956      | Ransom!                                                          | Edith Stannard                               | Títol alternatiu: Fearful Decision                    |
| 1956      | Backlash                                                         | Karyl Orton                                  |                                                       |
| 1956      | Més enllà de Mombasa (Beyond Mombasa)                            | Ann Wilson                                   |                                                       |
| 1958      | The Whole Truth                                                  | Carol Poulton                                |                                                       |
| 1974      | Yellow-Headed Summer                                             |                                              |                                                       |
| Televisió |                                                                  |                                              |                                                       |
| Any       | Títol                                                            | Paper                                        | Notes                                                 |
| 1954      | The Ford Television Theatre                                      | Lydia Campbell                               | 1 episodi                                             |
| 1955      | Tales of Hans Anderson                                           |                                              | 1 episodi                                             |
| 1957      | General Electric Theater                                         | Rayna                                        | 1 episodi                                             |
| 1957      | Suspicion                                                        | Letty Jason                                  | 1 episodi                                             |
| 1958-1966 | The Donna Reed Show                                              | Donna Stone                                  | 275 episodis                                          |
| 1979      | The Best Place to Be                                             | Sheila Callahan                              | telefilm                                              |
| 1983      | Deadly Lessons                                                   | Miss Wade                                    | telefilm                                              |
| 1984      | The Love Boat                                                    |                                              | 2 episodis                                            |
| 1984-1985 | Dallas                                                           | Eleanor "Miss Ellie" Southworth Ewing Farlow | 24 episodis                                           |